# 静岡県特別支援学校一覧
| 総数                      | 25校・15分校     |
| 国立                      | 1校              |
| 公立                      | 23校・15分校     |
| 私立                      | 1校              |
| 教育委員会所在地          | 〒420-8601       |
| 静岡県静岡市葵区追手町9-6 |                  |
| 公式サイト                | 静岡県教育委員会 |

静岡県特別支援学校一覧（しずおかけんとくべつしえんがっこういちらん）は、静岡県の特別支援学校の一覧。

## 国立特別支援学校
- 静岡大学教育学部附属特別支援学校（静岡市葵区）

## 特別支援学校（知的障害、肢体不自由、病弱教育）

### 静岡市
- 静岡県立静岡北特別支援学校（葵区）
  - 静岡県立静岡北特別支援学校南の丘分校（駿河区･静岡県立駿河総合高等学校内）
- 静岡県立中央特別支援学校（葵区）
- 静岡県立静岡南部特別支援学校（駿河区）
- 静岡県立清水特別支援学校（清水区）

### 浜松市
- 静岡県立浜北特別支援学校（浜名区）
- 静岡県立天竜特別支援学校（天竜区）
- 静岡県立浜松特別支援学校（中央区）
  - 静岡県立浜松特別支援学校城北分校（中央区・静岡県立城北工業高等学校内）
  - 静岡県立浜松特別支援学校磐田分校（磐田市･磐田学園内）
- 静岡県立西部特別支援学校（中央区）
- 静岡県立浜松みをつくし特別支援学校（浜名区）

### 沼津市
- 静岡県立沼津特別支援学校
  - 静岡県立沼津特別支援学校愛鷹分校（静岡県立沼津城北高等学校内）
  - 静岡県立沼津特別支援学校伊豆田方分校（函南町･静岡県立田方農業高等学校内）

### 富士市
- 静岡県立富士特別支援学校
  - 静岡県立富士特別支援学校富士宮分校（富士宮市･静岡県立富士宮北高等学校内）
  - 静岡県立富士特別支援学校富士東分校（静岡県立富士東高等学校内）

### 藤枝市
- 静岡県立藤枝特別支援学校
  - 静岡県立藤枝特別支援学校焼津分校（焼津市･静岡県立焼津水産高等学校内）

### 袋井市
- 静岡県立袋井特別支援学校
  - 静岡県立袋井特別支援学校磐田見付分校（磐田市･静岡県立磐田北高等学校内）

### 伊豆の国市
- 静岡県立東部特別支援学校
  - 伊東分校（小・中学部）（伊東市･旧伊東市立旭小学校内）
  - 伊豆高原分校（高等部）（伊東市･静岡県立伊豆伊東高等学校内）
- 静岡県立伊豆の国特別支援学校
  - 伊豆下田分校（小・中学部）（下田市･下田市立下田小学校内）
  - 伊豆松崎分校（高等部）（松崎町･静岡県立松崎高等学校内）

### 掛川市
- 静岡県立掛川特別支援学校
  - 静岡県立掛川特別支援学校御前崎分校（御前崎市･静岡県立池新田高等学校内）
- 特別支援学校ねむの木

### 御殿場市
- 静岡県立御殿場特別支援学校
- 静岡県立御殿場特別支援学校小山分校（静岡県立小山高校内）

### 湖西市
- 静岡県立浜名特別支援学校

### 吉田町
- 静岡県立吉田特別支援学校
  - 静岡県立吉田特別支援学校駿遠分教室（島田市･駿遠学園内）

## 特別支援学校（視覚障害）

### 静岡市
- 静岡県立静岡視覚特別支援学校（駿河区）

### 浜松市
- 静岡県立浜松視覚特別支援学校（中央区）

### 沼津市
- 静岡県立沼津視覚特別支援学校

## 特別支援学校（聴覚障害）

### 静岡市
- 静岡県立静岡聴覚特別支援学校（駿河区）

### 浜松市
- 静岡県立浜松聴覚特別支援学校（中央区）

### 沼津市
- 静岡県立沼津聴覚特別支援学校